# 八旗满洲氏族通谱
《八旗满洲氏族通谱》（滿語: ᠵᠠᡴᡡᠨ
ᡤᡡᠰᠠᡳ
ᠮᠠᠨᠵᡠᠰᠠᡳ
ᠮᡠᡴᡡᠨ
ᡥᠠᠯᠠ ᠪᡝ
ᡠᡥᡝᡵᡳ
ᡝᠵᡝᡥᡝ
ᠪᡳᡨ᠌ᡥᡝ, jakūn gūsai manjusai mukūn hala be uheri ejehe bithe），简称《通谱》，是清朝雍正末年至乾隆初年由清朝官方编纂满洲八旗氏族谱牒，由弘昼、鄂尔泰、福敏、徐元梦等人奉乾隆帝之命修撰。最早发端可追溯至清初，实际着手始撰于雍正十三年（1735年），于乾隆九年（1744年）刊印成书。
《通谱》收录了除爱新觉罗氏外的1114个满洲姓氏，并记载各姓氏人物归附满洲统治者的时间、世居地、家系、人物事迹、封爵等相关情况。每个姓氏均以建立功勋最显赫者为首，共有2240人立传，其建有业绩的子孙附载其后，无事迹可表者则列于所有传记人物之后，共记载乾隆以前的八旗人物约两万余人。《通谱》以瓜尔佳氏、钮祜禄氏、舒穆禄氏、赫舍里氏、他塔喇氏、觉罗氏、佟佳氏、纳喇氏为“满洲八著姓”，被认为是当代满族八大姓的原型。
此书至成书以来仅在乾隆朝刻印过一次，俗称“武英殿刻本”，辽沈书社曾影印出版该刻本。

## 瑕疵
《通谱》偶有将归附之人的前代祖先称作“国初来归”的情况，比如马佳氏始祖马穆敦约为明朝中期之人，不可能在努尔哈赤起兵之后归附；世居雅尔湖“国初来归”的瓜尔佳氏噶哈也大约为明朝中期人。还有世系误载的例子，例如《清史稿》、《八旗通志初集》皆记载巴什泰死后爵位由其子珠拉岱承袭，后再由珠拉岱之子桑格袭爵，而《通谱》则漏记一代，称桑格为巴什泰之子。
《通谱》对于清代世家的记载较为全面，而对于社会地位较低的东北满洲旗人家系则常有漏载现象存在。

## 延伸阅读
[在维基数据编辑]
 《八旗滿洲氏族通譜 (四庫全書本)》（ 在维基共享资源阅览影像）